# Sequestro de japoneses pela Coreia do Norte
Os sequestros de cidadãos japoneses pelo governo norte-coreano ocorreram durante um período de seis anos, de 1977 a 1983. Embora apenas 17 japoneses (oito homens e nove mulheres) sejam oficialmente reconhecidos pelo governo japonês como tendo sido sequestrados, pode ter havido centenas de outros. O governo norte-coreano admitiu oficialmente ter sequestrado 13 cidadãos japoneses.
Há testemunhos de que muitos cidadãos não japoneses, incluindo oito cidadãos de países europeus e um do Oriente Médio, foram sequestrados pela Coreia do Norte.
Os sequestros ocorreram principalmente em áreas costeiras do Japão, onde os sequestradores esperavam por oportunidades para abduzir cidadãos japoneses. A maioria dos desaparecidos tinha cerca de 20 anos; a mais jovem, Megumi Yokota, tinha 13 anos quando desapareceu em novembro de 1977, na cidade japonesa de Niigata.
Alguns dos sequestrados foram levados para ensinar língua e cultura japonesas em escolas de espionagem norte-coreanas. Vítimas mais velhas foram sequestradas com o objetivo de obter suas identidades.
Em 2004, a Coreia do Norte permitiu que os cinco filhos de dois casais sequestrados deixassem a Coreia do Norte e se juntassem às suas famílias, que haviam voltado para o Japão um ano e meio antes.
Desde então, o governo japonês tem pressionado a Coreia do Norte a investigar o destino dos outros sequestrados e a devolver aqueles que ainda estão vivos. Em 2014, a Coreia do Norte concordou em realizar uma nova investigação sobre o paradeiro dos sequestrados japoneses. No entanto, em 2016, a Coreia do Norte afirmou que a maioria dos sequestrados havia morrido e que apenas cinco ainda estavam vivos. O governo japonês rejeitou essa afirmação e pediu mais informações.